# Sorbus hardeggensis
Sorbus hardeggensis är en rosväxtart som beskrevs av M. Kovanda. Sorbus hardeggensis ingår i släktet oxlar, och familjen rosväxter. Inga underarter finns listade i Catalogue of Life.